# Kšice
Kšice (deutsch Kscheutz) ist eine Gemeinde mit 194 Einwohnern  (1. Januar 2004)  in Tschechien. Sie liegt 6 km nördlich von Stříbro in einer Höhe von 488 m ü. M.

## Geschichte
Die erste Erwähnung des Orts stammt aus dem Jahre 1369. In der Umgebung des Dorfes im Mieser Bergrevier erfolgte Silber- und Bleibergbau. Zum Ende des 19. Jahrhunderts wurde das letzte Bergwerk, dass sich rechts der Straße nach Unola befand, stillgelegt.
Bis zur Aufhebung der Patrimonialherrschaften gehörte Kscheutz zur Herrschaft Trpísty-Třebel. Gepfarrt war der Ort nach Welperschitz, besaß aber eine Kirche.
Nach dem Münchner Abkommen wurde der Ort dem Deutschen Reich zugeschlagen und gehörte bis 1945 zum Landkreis Mies. 1939 lebten in Kscheutz 324 Menschen.
Zwischen dem 1. Juli 1980 und dem 1. Januar 1992 war Kšice ein Ortsteil von Stříbro.
Kšice wurde um einen Dorfplatz mit Teich angelegt. Die Mariä-Himmelfahrt-Kirche prägt das Ortsbild. Durch verschiedene Umbauten ging ihre ursprüngliche Gestalt verloren und während der kommunistischen Herrschaft verfiel sie. Seit einiger Zeit werden Reparaturen am Bauwerk durchgeführt. Die Ausstattung stammt aus der Zeit des Barocks.

## Gemeindegliederung
Die Gemeinde Kšice besteht aus den Ortsteilen und Katastralbezirken Kšice und Lomnička (Lomitschka).

## Kultur und Sehenswürdigkeiten

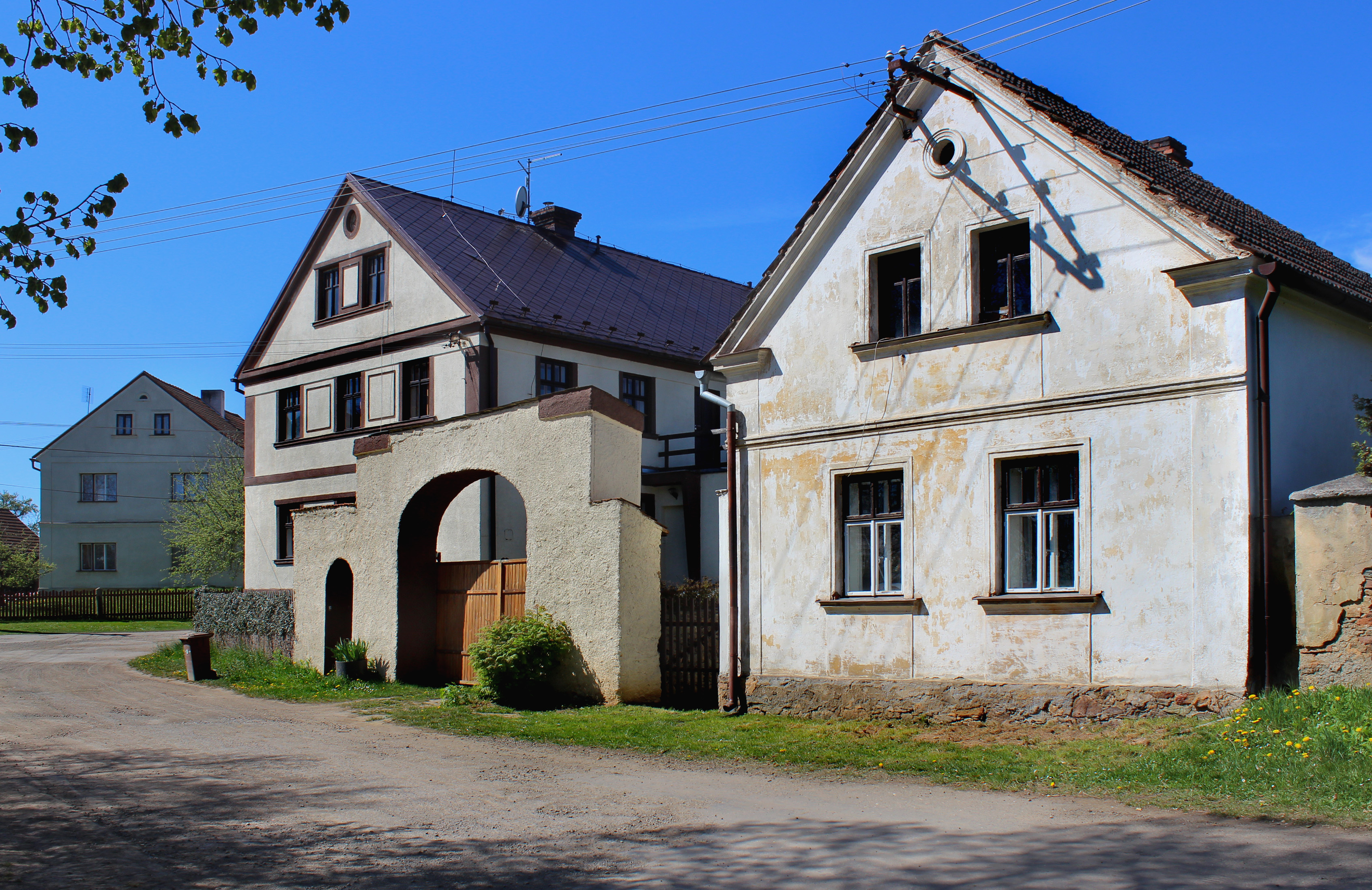
Dorfplatz
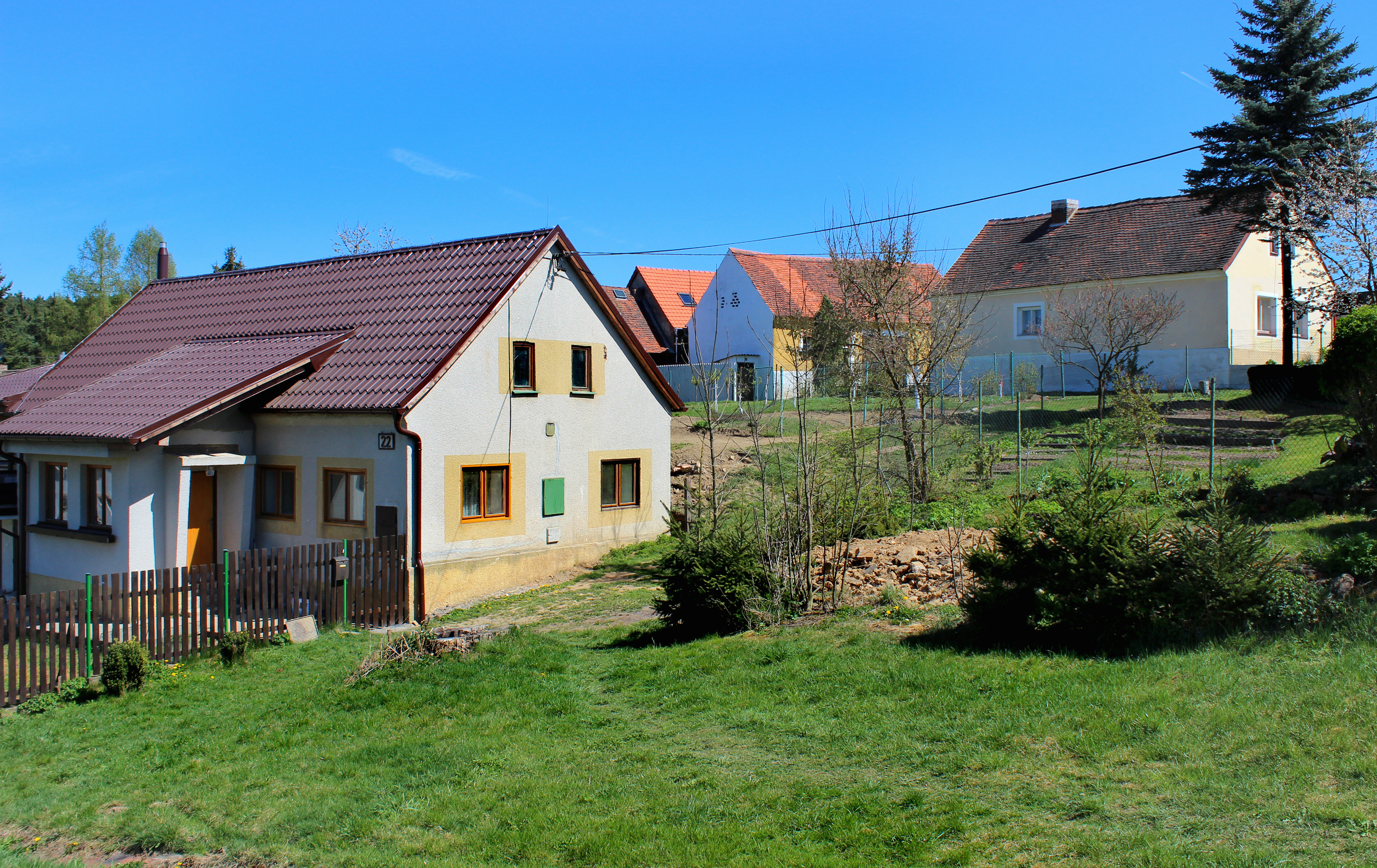
Ortsteil Lomnička
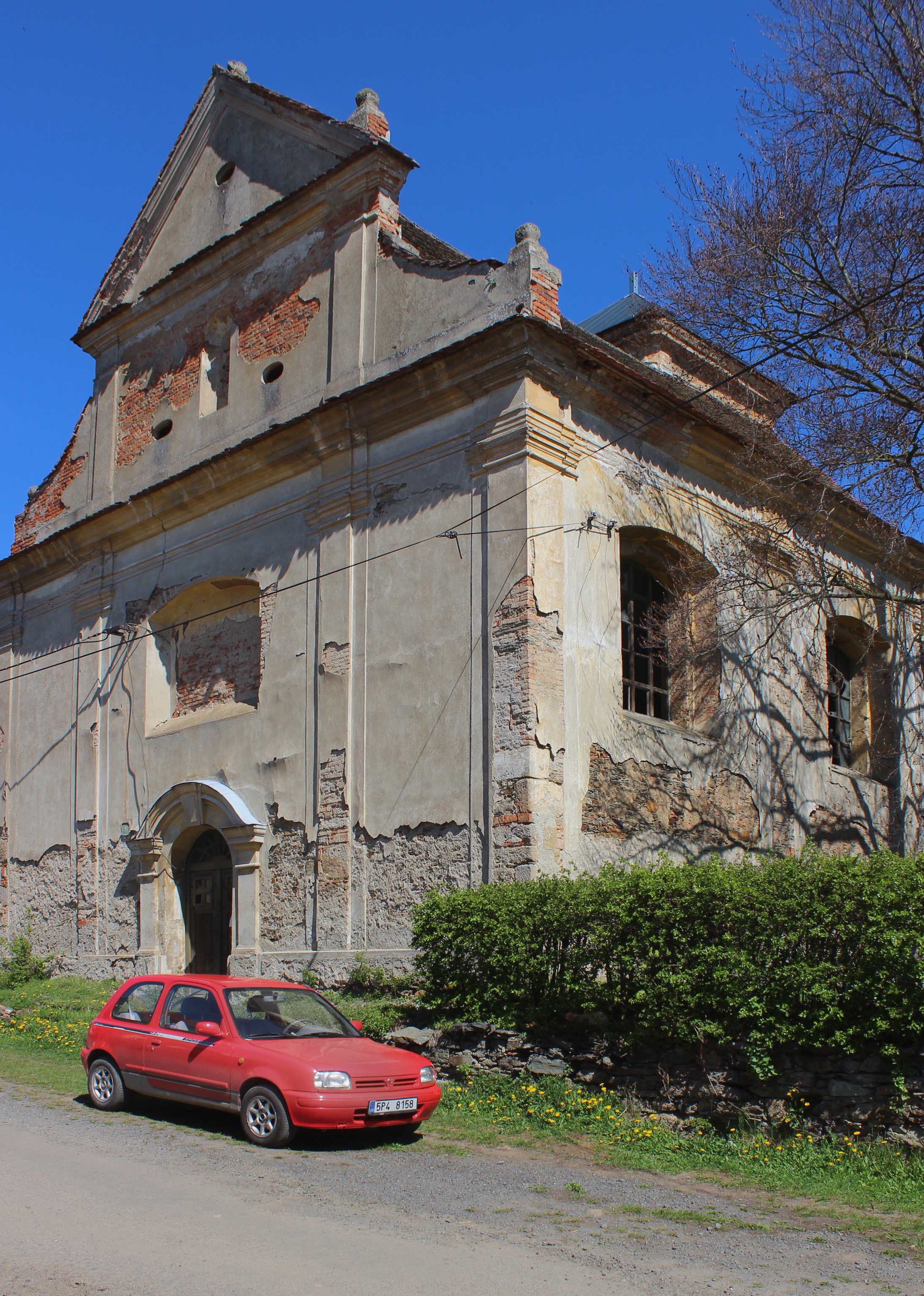
Die Kirche